# Paul Barth (esgrimidor)
Paul Barth (9 de mayo de 1921-febrero de 1974) fue un deportista suizo que compitió en esgrima, especialista en la modalidad de espada. Participó en los Juegos Olímpicos de Helsinki 1952, obteniendo una medalla de bronce en la prueba por equipos.

## Palmarés internacional
| Juegos Olímpicos | Juegos Olímpicos     | Juegos Olímpicos  | Juegos Olímpicos   |
| Año              | Lugar                | Medalla           | Prueba             |
| ---------------- | -------------------- | ----------------- | ------------------ |
| 1952             | Helsinki (Finlandia) | Medalla de bronce | Espada por equipos |